# Élections cantonales de 1992 dans l'Allier
Les élections cantonales ont eu lieu les 22 mars 1992 et 29 mars 1992.
Lors de ces élections, 19 des 35 cantons de l'Allier ont été renouvelés. Elles ont vu l'élection de la majorité divers droite dirigée par Gérard Dériot, succédant à Jean Cluzel, président du conseil général depuis 1985.

## Résultats à l’échelle du département
Répartition départementale des résultats (2e tour).
- PCF (22,16 %)
- PS (27,01 %)
- RPR (11,09 %)
- UDF (19,06 %)
- DVD (20,68 %)

| Étiquette      | Étiquette                          | Premier tour | Premier tour | Second tour | Second tour | Sièges |
| Étiquette      | Étiquette                          | Voix         | %            | Voix        | %           | Sièges |
| -------------- | ---------------------------------- | ------------ | ------------ | ----------- | ----------- | ------ |
|                | Parti communiste français          | 19 155       | 19,98        | 15 735      | 22,16       | 2      |
|                | Parti socialiste                   | 18 934       | 19,75        | 19 176      | 27,01       | 5      |
|                | Majorité présidentielle            | 4 933        | 5,14         |             |             |        |
| Gauche         | Gauche                             | 43 022       | 44,87        | 34 911      | 49,17       | 7      |
|                |                                    |              |              |             |             |        |
|                | Divers droite                      | 17 085       | 17,82        | 14 686      | 20,68       | 7      |
|                | Union pour la démocratie française | 13 870       | 14,47        | 13 531      | 19,06       | 3      |
|                | Front national                     | 8 707        | 9,08         |             |             |        |
|                | Rassemblement pour la République   | 5 362        | 5,59         | 7 873       | 11,09       | 2      |
| Droite         | Droite                             | 45 024       | 46,96        | 36 090      | 50,83       | 12     |
|                |                                    |              |              |             |             |        |
|                | Les Verts                          | 6 498        | 6,78         |             |             |        |
|                | Génération écologie                | 1 339        | 1,40         |             |             |        |
| Écologistes    | Écologistes                        | 7 837        | 8,18         |             |             |        |
|                |                                    |              |              |             |             |        |
| Inscrits       | Inscrits                           | 146 667      | 100,00       | 123 614     | 100,00      |        |
| Abstention     | Abstention                         | 44 451       | 30,31        | 45 628      | 36,91       |        |
| Votants        | Votants                            | 102 216      | 69,69        | 77 986      | 63,09       |        |
| Blancs et nuls | Blancs et nuls                     | 6 333        | 6,20         | 6 985       | 8,96        |        |
| Exprimés       | Exprimés                           | 95 883       | 93,80        | 71 001      | 91,04       |        |

## Résultats par canton

### Canton de Bourbon-l'Archambault
| Candidats      | Candidats         | Étiquette      | Premier tour | Premier tour | Second tour | Second tour |
| Candidats      | Candidats         | Étiquette      | Voix         | %            | Voix        | %           |
| -------------- | ----------------- | -------------- | ------------ | ------------ | ----------- | ----------- |
|                | Robert Chaput*    | PCF            | 1 874        | 49,28        | 2 126       | 56,30       |
|                | Yves Girardot     | DVD            | 1 251        | 32,90        | 1 650       | 43,70       |
|                | Patrice Collier   | PS             | 259          | 6,81         |             |             |
|                | Fabienne Gauchard | Verts          | 206          | 5,42         |             |             |
|                | Henri Borde       | FN             | 168          | 4,42         |             |             |
|                | Pierre Chabuel    | DVD            | 45           | 1,18         |             |             |
|                |                   |                |              |              |             |             |
| Inscrits       | Inscrits          | Inscrits       | 5 264        | 100,00       | 5 264       | 100,00      |
| Abstention     | Abstention        | Abstention     | 1 291        | 24,53        | 1 333       | 25,32       |
| Votants        | Votants           | Votants        | 3 973        | 75,47        | 3 931       | 74,68       |
| Blancs et nuls | Blancs et nuls    | Blancs et nuls | 170          | 4,28         | 155         | 3,94        |
| Exprimés       | Exprimés          | Exprimés       | 3 803        | 95,72        | 3 776       | 96,06       |

*sortant

### Canton de Cerilly
| Candidats      | Candidats            | Étiquette      | Premier tour | Premier tour |
| Candidats      | Candidats            | Étiquette      | Voix         | %            |
| -------------- | -------------------- | -------------- | ------------ | ------------ |
|                | Gérard Dériot*       | DVD            | 2 140        | 54,91        |
|                | Patrice Berthomier   | PCF            | 921          | 23,63        |
|                | Jacques Perchat      | PS             | 369          | 9,47         |
|                | Simone Auclair       | Verts          | 241          | 6,18         |
|                | Daniele Mac Clenihan | FN             | 226          | 5,80         |
|                |                      |                |              |              |
| Inscrits       | Inscrits             | Inscrits       | 5 304        | 100,00       |
| Abstention     | Abstention           | Abstention     | 1 180        | 22,25        |
| Votants        | Votants              | Votants        | 4 124        | 77,75        |
| Blancs et nuls | Blancs et nuls       | Blancs et nuls | 227          | 5,50         |
| Exprimés       | Exprimés             | Exprimés       | 3 897        | 94,50        |

*sortant

### Canton de Chantelle
| Candidats      | Candidats       | Étiquette      | Premier tour | Premier tour | Second tour | Second tour |
| Candidats      | Candidats       | Étiquette      | Voix         | %            | Voix        | %           |
| -------------- | --------------- | -------------- | ------------ | ------------ | ----------- | ----------- |
|                | Robert Jouannin | DVD            | 1 047        | 34,17        | 1 326       | 43,19       |
|                | Edmond Maupoil* | UDF            | 894          | 29,18        | 1 240       | 40,39       |
|                | Robert Lhomel   | PCF            | 428          | 13,97        | 504         | 16,42       |
|                | Jean-Luc Chaput | PS             | 257          | 8,39         |             |             |
|                | Alain Compagnon | FN             | 171          | 5,58         |             |             |
|                | Raymond Guillet | PS             | 152          | 4,96         |             |             |
|                | Pierre Lafaix   | Verts          | 115          | 3,75         |             |             |
|                |                 |                |              |              |             |             |
| Inscrits       | Inscrits        | Inscrits       | 4 146        | 100,00       | 4 146       | 100,00      |
| Abstention     | Abstention      | Abstention     | 947          | 22,84        | 1 004       | 24,22       |
| Votants        | Votants         | Votants        | 3 199        | 77,16        | 3 142       | 75,78       |
| Blancs et nuls | Blancs et nuls  | Blancs et nuls | 135          | 4,22         | 72          | 2,29        |
| Exprimés       | Exprimés        | Exprimés       | 3 064        | 95,78        | 3 070       | 97,71       |

*sortant

### Canton de Cusset-Nord
| Candidats      | Candidats            | Étiquette      | Premier tour | Premier tour | Second tour | Second tour |
| Candidats      | Candidats            | Étiquette      | Voix         | %            | Voix        | %           |
| -------------- | -------------------- | -------------- | ------------ | ------------ | ----------- | ----------- |
|                | René Bardet*         | PCF            | 1 988        | 33,01        | 2 803       | 49,56       |
|                | Joseph Blethon       | DVD            | 1 821        | 30,23        | 2 853       | 50,44       |
|                | Christian Fayolle    | Verts          | 777          | 12,90        |             |             |
|                | Gérard Gosp          | FN             | 757          | 12,57        |             |             |
|                | Marie-Jeanne Perlade | PS             | 680          | 11,29        |             |             |
|                |                      |                |              |              |             |             |
| Inscrits       | Inscrits             | Inscrits       | 9 682        | 100,00       | 9 682       | 100,00      |
| Abstention     | Abstention           | Abstention     | 3 169        | 32,73        | 3 538       | 36,54       |
| Votants        | Votants              | Votants        | 6 513        | 67,27        | 6 144       | 63,46       |
| Blancs et nuls | Blancs et nuls       | Blancs et nuls | 490          | 7,52         | 488         | 7,94        |
| Exprimés       | Exprimés             | Exprimés       | 6 023        | 92,48        | 5 656       | 92,06       |

*sortant

### Canton de Cusset-Sud
| Candidats      | Candidats             | Étiquette      | Premier tour | Premier tour | Second tour | Second tour |
| Candidats      | Candidats             | Étiquette      | Voix         | %            | Voix        | %           |
| -------------- | --------------------- | -------------- | ------------ | ------------ | ----------- | ----------- |
|                | René Copet*           | UDF            | 2 236        | 34,59        | 3 285       | 56,17       |
|                | Jacques Milliet       | PS             | 1 233        | 19,07        | 2 563       | 43,83       |
|                | Victor Kowalyk        | PCF            | 1 025        | 15,85        | Retrait     | Retrait     |
|                | Jeanne Fleur          | FN             | 726          | 11,23        |             |             |
|                | Jean-Claude Hernandez | Verts          | 669          | 10,35        |             |             |
|                | Roger Pol             | PS             | 576          | 8,91         |             |             |
|                |                       |                |              |              |             |             |
| Inscrits       | Inscrits              | Inscrits       | 9 999        | 100,00       | 9 999       | 100,00      |
| Abstention     | Abstention            | Abstention     | 2 995        | 29,95        | 3 609       | 36,09       |
| Votants        | Votants               | Votants        | 7 004        | 70,05        | 6 390       | 63,91       |
| Blancs et nuls | Blancs et nuls        | Blancs et nuls | 539          | 7,70         | 542         | 8,48        |
| Exprimés       | Exprimés              | Exprimés       | 6 465        | 92,30        | 5 848       | 91,52       |

*sortant

### Canton de Domerat-Montlucon-Nord-Ouest
| Candidats      | Candidats               | Étiquette      | Premier tour | Premier tour | Second tour | Second tour |
| Candidats      | Candidats               | Étiquette      | Voix         | %            | Voix        | %           |
| -------------- | ----------------------- | -------------- | ------------ | ------------ | ----------- | ----------- |
|                | Jean Desgranges*        | PCF            | 2 328        | 38,88        | 2 798       | 100,00      |
|                | Paul Chabridon          | PS             | 1 169        | 19,52        | Retrait     | Retrait     |
|                | Jean-Pierre Momcilovic  | UDF            | 882          | 14,73        |             |             |
|                | Jean Demasse            | DVD            | 591          | 9,87         |             |             |
|                | Marie-Claude Missonnier | GE             | 521          | 8,70         |             |             |
|                | Charles Mac Clenihan    | FN             | 497          | 8,30         |             |             |
|                |                         |                |              |              |             |             |
| Inscrits       | Inscrits                | Inscrits       | 9 380        | 100,00       | 9 379       | 100,00      |
| Abstention     | Abstention              | Abstention     | 2 870        | 30,60        | 4 899       | 52,23       |
| Votants        | Votants                 | Votants        | 6 510        | 69,40        | 4 480       | 47,77       |
| Blancs et nuls | Blancs et nuls          | Blancs et nuls | 522          | 8,02         | 1682        | 37,54       |
| Exprimés       | Exprimés                | Exprimés       | 5 988        | 91,98        | 2 798       | 62,46       |

*sortant

### Canton de Dompierre-sur-Besbre
| Candidats      | Candidats              | Étiquette      | Premier tour | Premier tour | Second tour | Second tour |
| Candidats      | Candidats              | Étiquette      | Voix         | %            | Voix        | %           |
| -------------- | ---------------------- | -------------- | ------------ | ------------ | ----------- | ----------- |
|                | François Colcombet*    | PS             | 2 309        | 49,82        | 2 718       | 64,29       |
|                | Daniel Lacassagne      | UDF            | 1 098        | 23,69        | 1 510       | 35,71       |
|                | Gilles Balouzat        | PCF            | 543          | 11,72        |             |             |
|                | Michel Bertoni         | FN             | 361          | 7,79         |             |             |
|                | Odile Debeaud-Laforest | Verts          | 324          | 6,99         |             |             |
|                |                        |                |              |              |             |             |
| Inscrits       | Inscrits               | Inscrits       | 7 240        | 100,00       | 7 240       | 100,00      |
| Abstention     | Abstention             | Abstention     | 2 254        | 31,13        | 2 727       | 37,67       |
| Votants        | Votants                | Votants        | 4 986        | 68,87        | 4 513       | 62,33       |
| Blancs et nuls | Blancs et nuls         | Blancs et nuls | 351          | 7,04         | 285         | 6,32        |
| Exprimés       | Exprimés               | Exprimés       | 4 635        | 92,96        | 4 228       | 93,68       |

*sortant

### Canton d'Escurolles
| Candidats      | Candidats                    | Étiquette      | Premier tour | Premier tour | Second tour | Second tour |
| Candidats      | Candidats                    | Étiquette      | Voix         | %            | Voix        | %           |
| -------------- | ---------------------------- | -------------- | ------------ | ------------ | ----------- | ----------- |
|                | Jean Dubessay*               | RPR            | 3 408        | 37,71        | 4 964       | 63,85       |
|                | Jean-Michel Guerre           | PS             | 1 683        | 18,62        | 2 811       | 36,15       |
|                | Pierre Bresle                | FN             | 1 211        | 13,40        |             |             |
|                | Bernard Devoucoux du Buysson | Verts          | 1 086        | 12,02        |             |             |
|                | Max Larvaron                 | PS             | 952          | 10,53        |             |             |
|                | Armand Chalus                | PCF            | 697          | 7,71         |             |             |
|                |                              |                |              |              |             |             |
| Inscrits       | Inscrits                     | Inscrits       | 14 105       | 100,00       | 14 104      | 100,00      |
| Abstention     | Abstention                   | Abstention     | 4 364        | 30,94        | 5 553       | 39,37       |
| Votants        | Votants                      | Votants        | 9 741        | 69,06        | 8 551       | 60,63       |
| Blancs et nuls | Blancs et nuls               | Blancs et nuls | 704          | 7,23         | 776         | 9,07        |
| Exprimés       | Exprimés                     | Exprimés       | 9 037        | 92,77        | 7 775       | 90,93       |

*sortant

### Canton de Hérisson
| Candidats      | Candidats            | Étiquette      | Premier tour | Premier tour | Second tour | Second tour |
| Candidats      | Candidats            | Étiquette      | Voix         | %            | Voix        | %           |
| -------------- | -------------------- | -------------- | ------------ | ------------ | ----------- | ----------- |
|                | Bernard Faureau*     | DVD            | 2 422        | 45,29        | 2 984       | 58,79       |
|                | Daniel Roussat       | PCF            | 1 481        | 27,69        | 2 092       | 41,21       |
|                | Michel Lanord        | PS             | 857          | 16,02        | Retrait     | Retrait     |
|                | Jean-Louis Gaby      | Verts          | 306          | 5,72         |             |             |
|                | Jean-Claude Morillon | FN             | 282          | 5,27         |             |             |
|                |                      |                |              |              |             |             |
| Inscrits       | Inscrits             | Inscrits       | 7 379        | 100,00       | 7 379       | 100,00      |
| Abstention     | Abstention           | Abstention     | 1 767        | 23,95        | 1 983       | 26,87       |
| Votants        | Votants              | Votants        | 5 612        | 76,05        | 5 396       | 73,13       |
| Blancs et nuls | Blancs et nuls       | Blancs et nuls | 264          | 4,70         | 320         | 5,93        |
| Exprimés       | Exprimés             | Exprimés       | 5 348        | 95,30        | 5 076       | 94,07       |

*sortant

### Canton de Jaligny-sur-Besbre
| Candidats      | Candidats          | Étiquette      | Premier tour | Premier tour | Second tour | Second tour |
| Candidats      | Candidats          | Étiquette      | Voix         | %            | Voix        | %           |
| -------------- | ------------------ | -------------- | ------------ | ------------ | ----------- | ----------- |
|                | Marcel Achard*     | PS             | 1 226        | 44,31        | 1 517       | 57,90       |
|                | Louis Lerret       | DVD            | 874          | 31,59        | 1 103       | 42,10       |
|                | Gérard Lamorlette  | PCF            | 309          | 11,17        |             |             |
|                | Jean Striffling    | FN             | 193          | 6,98         |             |             |
|                | Philippe Levasseur | Verts          | 165          | 5,96         |             |             |
|                |                    |                |              |              |             |             |
| Inscrits       | Inscrits           | Inscrits       | 4 034        | 100,00       | 4 033       | 100,00      |
| Abstention     | Abstention         | Abstention     | 1 089        | 27,00        | 1 263       | 31,32       |
| Votants        | Votants            | Votants        | 2 945        | 73,00        | 2 770       | 68,68       |
| Blancs et nuls | Blancs et nuls     | Blancs et nuls | 178          | 6,04         | 150         | 5,42        |
| Exprimés       | Exprimés           | Exprimés       | 2 767        | 93,96        | 2 620       | 94,58       |

*sortant

### Canton de Marcillat-en-Combraille
| Candidats      | Candidats        | Étiquette      | Premier tour | Premier tour |
| Candidats      | Candidats        | Étiquette      | Voix         | %            |
| -------------- | ---------------- | -------------- | ------------ | ------------ |
|                | Bernard Barraux* | DVD            | 1 758        | 54,55        |
|                | Guy Pepin        | DVD            | 566          | 17,56        |
|                | Philippe Dupuy   | PCF            | 263          | 8,16         |
|                | Jean-Marc Dimech | PS             | 250          | 7,76         |
|                | Gérard Renoux    | Verts          | 253          | 7,85         |
|                | Lucette Vuarchex | FN             | 133          | 4,13         |
|                |                  |                |              |              |
| Inscrits       | Inscrits         | Inscrits       | 4 472        | 100,00       |
| Abstention     | Abstention       | Abstention     | 1 085        | 24,26        |
| Votants        | Votants          | Votants        | 3 387        | 75,74        |
| Blancs et nuls | Blancs et nuls   | Blancs et nuls | 164          | 4,84         |
| Exprimés       | Exprimés         | Exprimés       | 3 223        | 95,16        |

*sortant

### Canton du Mayet-de-Montagne
| Candidats      | Candidats          | Étiquette      | Premier tour | Premier tour |
| Candidats      | Candidats          | Étiquette      | Voix         | %            |
| -------------- | ------------------ | -------------- | ------------ | ------------ |
|                | François Lacoste*  | DVD            | 1 665        | 58,83        |
|                | Raymond Sigot      | DVD            | 568          | 20,07        |
|                | Christian Fournier | PCF            | 196          | 6,93         |
|                | Jean Forestier     | PS             | 146          | 5,16         |
|                | Arlette Maussan    | Verts          | 142          | 5,02         |
|                | Genevieve Bresle   | FN             | 113          | 3,99         |
|                |                    |                |              |              |
| Inscrits       | Inscrits           | Inscrits       | 4 188        | 100,00       |
| Abstention     | Abstention         | Abstention     | 1 194        | 28,51        |
| Votants        | Votants            | Votants        | 2 994        | 71,49        |
| Blancs et nuls | Blancs et nuls     | Blancs et nuls | 164          | 5,48         |
| Exprimés       | Exprimés           | Exprimés       | 2 830        | 94,52        |

*sortant

### Canton du Montet
| Candidats      | Candidats             | Étiquette      | Premier tour | Premier tour | Second tour | Second tour |
| Candidats      | Candidats             | Étiquette      | Voix         | %            | Voix        | %           |
| -------------- | --------------------- | -------------- | ------------ | ------------ | ----------- | ----------- |
|                | Yves Simon            | DVD            | 1 268        | 42,55        | 1 683       | 53,87       |
|                | Yvan Deternes         | PCF            | 1 226        | 41,14        | 1 441       | 46,13       |
|                | Genevieve Pailleret   | PS             | 199          | 6,68         |             |             |
|                | Jean-Pierre Secretain | GE             | 181          | 6,07         |             |             |
|                | Charles Bedrossian    | FN             | 106          | 3,56         |             |             |
|                |                       |                |              |              |             |             |
| Inscrits       | Inscrits              | Inscrits       | 3 926        | 100,00       | 3 929       | 100,00      |
| Abstention     | Abstention            | Abstention     | 790          | 20,12        | 668         | 17,99       |
| Votants        | Votants               | Votants        | 3 136        | 79,88        | 3 261       | 82,01       |
| Blancs et nuls | Blancs et nuls        | Blancs et nuls | 156          | 4,97         | 137         | 4,20        |
| Exprimés       | Exprimés              | Exprimés       | 2 980        | 95,03        | 3 124       | 95,80       |

### Canton de Montlucon-Ouest
| Candidats      | Candidats             | Étiquette      | Premier tour | Premier tour | Second tour | Second tour |
| Candidats      | Candidats             | Étiquette      | Voix         | %            | Voix        | %           |
| -------------- | --------------------- | -------------- | ------------ | ------------ | ----------- | ----------- |
|                | Henri Michard*        | RPR            | 1 954        | 32,14        | 2 909       | 53,01       |
|                | Paul Crespin          | PCF            | 1 685        | 27,72        | 2 579       | 46,99       |
|                | Bernard Pozzoli       | PS             | 1 265        | 20,81        | Retrait     | Retrait     |
|                | Jean-Pierre Phelouzat | GE             | 637          | 10,48        |             |             |
|                | Claire Mongellas      | FN             | 538          | 8,85         |             |             |
|                |                       |                |              |              |             |             |
| Inscrits       | Inscrits              | Inscrits       | 10 140       | 100,00       | 10 140      | 100,00      |
| Abstention     | Abstention            | Abstention     | 3 545        | 34,96        | 4 039       | 39,83       |
| Votants        | Votants               | Votants        | 6 595        | 65,04        | 6 101       | 60,17       |
| Blancs et nuls | Blancs et nuls        | Blancs et nuls | 516          | 7,82         | 613         | 10,05       |
| Exprimés       | Exprimés              | Exprimés       | 6 079        | 92,18        | 5 488       | 89,95       |

*sortant

### Canton de Moulins-Ouest
| Candidats      | Candidats                 | Étiquette      | Premier tour | Premier tour | Second tour | Second tour |
| Candidats      | Candidats                 | Étiquette      | Voix         | %            | Voix        | %           |
| -------------- | ------------------------- | -------------- | ------------ | ------------ | ----------- | ----------- |
|                | Jean Cluzel*              | UDF            | 2 488        | 38,18        | 3 018       | 49,85       |
|                | René Charette             | PS             | 1 828        | 28,05        | 3 036       | 50,15       |
|                | Jean-Claude Mairal        | PCF            | 954          | 14,64        |             |             |
|                | Daniele Dutour de Salvert | FN             | 649          | 9,96         |             |             |
|                | Jocelyn Moulin            | Verts          | 598          | 9,18         |             |             |
|                |                           |                |              |              |             |             |
| Inscrits       | Inscrits                  | Inscrits       | 10 594       | 100,00       | 10 594      | 100,00      |
| Abstention     | Abstention                | Abstention     | 3 684        | 34,77        | 4 116       | 38,85       |
| Votants        | Votants                   | Votants        | 6 910        | 65,23        | 6 478       | 61,15       |
| Blancs et nuls | Blancs et nuls            | Blancs et nuls | 393          | 5,69         | 424         | 6,55        |
| Exprimés       | Exprimés                  | Exprimés       | 6 517        | 94,31        | 6 054       | 93,45       |

*sortant

### Canton de Moulins-Sud
| Candidats      | Candidats          | Étiquette      | Premier tour | Premier tour | Second tour | Second tour |
| Candidats      | Candidats          | Étiquette      | Voix         | %            | Voix        | %           |
| -------------- | ------------------ | -------------- | ------------ | ------------ | ----------- | ----------- |
|                | Paul Chauvat       | DVD            | 2 260        | 37,19        | 3 087       | 61,81       |
|                | Catherine Lissonde | PS             | 989          | 16,27        | 1 907       | 38,19       |
|                | Pierre Guillaumin  | PCF            | 919          | 15,12        |             |             |
|                | Alain Breant       | PS             | 731          | 12,03        |             |             |
|                | Madeleine Yvois    | FN             | 704          | 11,58        |             |             |
|                | Michel Sanchez     | DVD            | 474          | 7,80         |             |             |
|                |                    |                |              |              |             |             |
| Inscrits       | Inscrits           | Inscrits       | 10 186       | 100,00       | 10 186      | 100,00      |
| Abstention     | Abstention         | Abstention     | 3 711        | 36,43        | 4 596       | 45,12       |
| Votants        | Votants            | Votants        | 6 475        | 63,57        | 5 590       | 54,88       |
| Blancs et nuls | Blancs et nuls     | Blancs et nuls | 398          | 6,15         | 596         | 10,66       |
| Exprimés       | Exprimés           | Exprimés       | 6 077        | 93,85        | 4 994       | 89,34       |

### Canton de Souvigny
| Candidats      | Candidats        | Étiquette      | Premier tour | Premier tour | Second tour | Second tour |
| Candidats      | Candidats        | Étiquette      | Voix         | %            | Voix        | %           |
| -------------- | ---------------- | -------------- | ------------ | ------------ | ----------- | ----------- |
|                | Georges Fleury   | UDF            | 1 556        | 42,92        | 2 015       | 59,14       |
|                | Roger Lafleuriel | PCF            | 942          | 25,99        | 1 392       | 40,86       |
|                | Bernard Lissonde | PS             | 522          | 14,40        |             |             |
|                | Maurice Labbe    | Verts          | 365          | 10,07        |             |             |
|                | Sylviane Besson  | FN             | 240          | 6,62         |             |             |
|                |                  |                |              |              |             |             |
| Inscrits       | Inscrits         | Inscrits       | 5 123        | 100,00       | 5 123       | 100,00      |
| Abstention     | Abstention       | Abstention     | 1 249        | 24,38        | 1 476       | 28,81       |
| Votants        | Votants          | Votants        | 3 874        | 75,62        | 3 647       | 71,19       |
| Blancs et nuls | Blancs et nuls   | Blancs et nuls | 249          | 6,43         | 240         | 6,58        |
| Exprimés       | Exprimés         | Exprimés       | 3 625        | 93,57        | 3 407       | 93,42       |

### Canton de Vichy-Sud
| Candidats      | Candidats          | Étiquette      | Premier tour | Premier tour |
| Candidats      | Candidats          | Étiquette      | Voix         | %            |
| -------------- | ------------------ | -------------- | ------------ | ------------ |
|                | Georges Frélastre* | UDF            | 2 844        | 51,81        |
|                | Jacques Mayadoux   | FN             | 968          | 17,64        |
|                | Michel Marien      | PS             | 828          | 15,08        |
|                | Pierre Beulin      | Verts          | 540          | 9,84         |
|                | Jacky Grand        | PCF            | 309          | 5,63         |
|                |                    |                |              |              |
| Inscrits       | Inscrits           | Inscrits       | 9 089        | 100,00       |
| Abstention     | Abstention         | Abstention     | 3 342        | 36,77        |
| Votants        | Votants            | Votants        | 5 747        | 63,23        |
| Blancs et nuls | Blancs et nuls     | Blancs et nuls | 258          | 4,49         |
| Exprimés       | Exprimés           | Exprimés       | 5 489        | 95,51        |

*sortant

### Canton d'Yzeure
| Candidats      | Candidats         | Étiquette      | Premier tour | Premier tour | Second tour | Second tour |
| Candidats      | Candidats         | Étiquette      | Voix         | %            | Voix        | %           |
| -------------- | ----------------- | -------------- | ------------ | ------------ | ----------- | ----------- |
|                | Guy Chambefort*   | PS             | 3 722        | 46,32        | 4 624       | 65,25       |
|                | Hubert Gomot      | UDF            | 1 872        | 23,30        | 2 463       | 34,75       |
|                | Jacques Zilber    | PCF            | 1 067        | 13,28        |             |             |
|                | Michel Fabre      | Verts          | 711          | 8,85         |             |             |
|                | Claude Archimbaud | FN             | 664          | 8,26         |             |             |
|                |                   |                |              |              |             |             |
| Inscrits       | Inscrits          | Inscrits       | 12 416       | 100,00       | 4 217       | 100,00      |
| Abstention     | Abstention        | Abstention     | 3 925        | 31,61        | 4 824       | 38,85       |
| Votants        | Votants           | Votants        | 8 491        | 68,39        | 7 592       | 61,15       |
| Blancs et nuls | Blancs et nuls    | Blancs et nuls | 455          | 5,36         | 505         | 6,65        |
| Exprimés       | Exprimés          | Exprimés       | 8 036        | 94,64        | 7 087       | 93,35       |

*sortant